# Manuel Saavedra
Manuel Saavedra Ibarra (Los Andes, 24 aprile 1941 – 26 agosto 2011) è stato un calciatore cileno, di ruolo attaccante.

## Carriera

### Club
Ha sempre giocato nel campionato cileno.

### Nazionale
Con la Nazionale cilena ha partecipato al Campeonato Sudamericano nel 1967.